# Barsac (Gironde)
Barsac egy francia település Gironde megyében az Aquitania régióban. Lakosainak száma 2061 fő (2022. január 1.). Lakói a Barsacais-ok. Lakosainak száma 2061 fő (2022. január 1.).

## Története
Barsac királyi plépost alapította a középkorban.

## Adminisztráció
Polgármesterek:
- 1965–1985 Rene Minville (DVD)
- 1985–1989 Georges Danglade (RPR)
- 1989–1995 Emmanuel Pouchepadass (PS)
- 1995–2001 Françoise Mussotte (RPR)
- 2001–2004 Liberto Paniagua (PCF)
- 2004–2020 Philippe Meynard

## Demográfia
| Lakosok száma | 2298 | 2085 | 2058 | 1959 | 2089 | 2055 | 2063 | 2074 | 2069 | 2061 |
|               | 1968 | 1982 | 1990 | 2006 | 2013 | 2015 | 2017 | 2019 | 2020 | 2022 |

## Látnivalók
- Saint-Vincent templom. A XVIII. században épült műemlék
- Kálvária
- Bastard kastély

## Testvérvárosok
- Németország Wöllstein 1966-tól